# Nordre Flatholmen
Pour les articles homonymes, voir Flatholmen (homonymie).
Nordre Flatholmen, est une île dans le landskap Sunnhordland du comté de Vestland. Elle appartient administrativement à Kvinnherad.

## Géographie
Rocheuse et couverte d'arbres, à fleur d'eau, elle s'étend sur environ 185 m de longueur pour une largeur approximative de 174 m.